# Sequestro das alunas de Chibok
O sequestro das alunas de Chibok ocorreu entre os dias 14 e 15 de abril de 2014, quando 276 alunas, de 14 a 19 anos, foram sequestradas na Escola Secundária Estatal Feminina de Chibok, no estado de Borno, na Nigéria. O rapto foi  reivindicado pelo Boko Haram, um grupo terrorista islâmico baseado no nordeste do país.
O caso repercutiu no mundo todo e motivou uma campanha mundial nas redes sociais com a hashtag #BringBackOurGirls (traga nossas meninas de volta, em tradução livre), com a participação de personalidades como Michelle Obama, a então primeira-dama dos Estados Unidos. 

## Dinâmica do crime
Na noite de dia 14 de Abril, por volta das 23 horas, membros do Boko Haram invadiram a Escola Secundária Estatal Feminina de Chibok, incendiaram o prédio, incluindo os dormitórios do internato, e obrigaram 276 meninas e adolescentes a entrarem em caminhões, com os quais foram levadas para a floresta de Sambisa, onde o grupo estava amotinado para lutar contra o governo da Nigéria na tentativa de tomar uma parte do território do país e criar um Estado Islâmico.

### Motivação
O grupo extremista era e é contra a educação de mulheres.

### Críticas ao governo
Entidades internacionais, como o Anistia Internacional, criticaram o governo, acusando-o de saber da ameaça sem tomar uma atitude para proteger as estudantes.

### Desfecho
57 meninas conseguiram fugir antes de chegarem ao cativeiro, algumas tendo pulado dos caminhões; 103 foram negociadas com autoridades nigerianas posteriormente e puderam voltar para casa; 4 fugiram meses depois.
Diversas das que voltaram para casa tinham sido estupradas e algumas tinham até filhos. Várias estavam subnutridas.
Algumas também foram usadas como terroristas suicidas.

## Atualizações
- Em 2017, três anos após o incidente, passeatas em Abuja marcaram o crime. Cerca de mil pessoas marcharam pedindo às autoridades que se empenhassem na libertação das ainda presas;[6]
- Em 2019, 112 alunas ainda continuavam desaparecidas;[2]
- Em 2019, a maioria das resgatadas estudava na New Foundation School (NFS), um programa de preparação académica da Universidade Americana da Nigéria (AUN), em Yola;[2]
- Todos os anos, no nordeste da Nigéria, um grupo formado pelas que conseguiram ser libertadas, familiares e amigos, comemora o "Dia da Libertação” para relembrar a volta para casa. O grupo também relembra das ainda desparecidas, pelas quais solta balões pretos.[7]